# Кукуряк (село)
Кукуряк е село в Южна България. То се намира в община Кирково, област Кърджали.

## География
Село Кукуряк е разположена в югоизточната част на област Кърджали. Площта му е 6360 кв. км. Намира се на 60 км от Кърджали.
Релефът на село Кукуряк е средно-ниско планински и хълмист. То се намира изцяло в Източните Родопи.
В южните части на село Кукуряк се отводняват от река Кесебир (Вировица, ляв приток на Крумовица, от басейна на Арда). Село Кукуряк се намира в район с продължителни летни засушавания, които водят до изчерпване на водните запаси. Реките са с непостоянен режим.
Климатът на селото е преходно-средиземноморски. Зимите са сравнително меки, а лятото е продължително и горещо.

## Население
Населението през 2011 г. е 214. Старото наименование на село Кукуряк е Ерекли. В селото има пет махали – Моллова, Аптийска, Сапунджийска, Чаръкчийска, Семерджийска.

## История
М3 №3775/ обн. 07.12.1934 г. преименува с. Ерекли на с. Кукуряк. През 1912 г. проход Маказа е полесражение на известната Битка при Балкан Тореси, в която българската войска нанася поражение на османските войски, вследствие на което е освободена Беломорска Тракия. Проход Маказа се намира на 13 км от село Кукуряк.

## Религия
Мюсюлманство. В селото има построена модерна джамия.
До село Кран има останки от мощната средновековна крепост Краностубион, с датировка XII – XIV век.

## Други
Природата е изключително разнообразна и красива. Има голямо биоразнообразие и запазена природна среда. Селото се намира в спокоен регион.
Хората в село Кукуряк са предимно земеделци, занимаващи се с отглеждането на тютюн. В Кукуряк има кметство, детска градина – ЦДГ „Мир“, начално и основно училище – ОУ „Никола Й. Вапцаров“, но поради липса на ученици учебните заведения са закрити. Най-близките основно училище, детска градина и читалище се намират в село Тихомир. Медицинска помощ може да бъде получена отново там от един общопрактикуващ лекар. Средно училище ще намерите в село Чорбаджийско /19 км северозападно от Кукуряк/, както и в Крумовград, където се намира най-близката многопрофилна болница.
През селото минава Републикански път III-509. В близост е изграден международен път до съседна Гърция.